# Консоло, Беньямино
Беньямино Консоло (итал. Beniamino Consolo; 1806, Анкона — 19 ноября 1887, Флоренция) — итальянский переводчик древнееврейских текстов.
Основные труды Консоло — итальянские переводы книги Бахье ибн Пкуда «Ховот Алевавот» («Учение об обязанностях сердца») (1847, с древнееврейского перевода Иегуды бен Тибона), Книги Иова (1874), Плача Иеремии (1875) и Псалтири (1885). К изданию Плача Иеремии присоединил написанный, по всей видимости, им самим «Плач одного итальянца на смерть великого императора французов Наполеона III» (итал. Lamentazione di un italiano in morte del fu grande imperatore de' francesi Napoleone III, на итальянском и древнееврейском языках).
Жена Консоло Реджина, урождённая Пьяцца (1802—1889), перевела на итальянский язык «Руководство» Эпиктета. Их сын Федерико Консоло стал скрипачом и композитором и некоторое время учился у Ференца Листа; благодаря этому в 1885 году Лист встречался с Консоло-старшим как с переводчиком Книги Иова, в рамках своего позднего интереса к этой библейской фигуре.
Фонд Беньямино Консоло и Реджины Пьяцца хранится в архиве Флорентийской национальной библиотеки.